# East Mountain
East Mountain è un centro abitato degli Stati Uniti d'America situato nella contea di Gregg e nella Contea di Upshur dello Stato del Texas.
La popolazione era di 797 persone al censimento del 2010.

## Geografia fisica
East Mountain è situata a 32°36′12″N 94°51′37″W (32.603445, -94.860288).
Secondo lo United States Census Bureau, ha un'area totale di 2,0 miglia quadrate (5.3 km²).

## Società

### Evoluzione demografica
Secondo il censimento del 2000, c'erano 580 persone, 229 nuclei familiari e 174 famiglie residenti nella città. La densità di popolazione era di 285,5 persone per miglio quadrato (110,3/km²). C'erano 249 unità abitative a una densità media di 122,6 per miglio quadrato (47,4/km²). La composizione etnica della città era formata dal 94,14% di bianchi, l'1,55% di afroamericani, lo 0,34% di nativi americani, lo 0,17% di asiatici, il 2,76% di altre razze, e l'1,03% di due o più etnie. Ispanici o latinos di qualunque razza erano il 3,45% della popolazione.
C'erano 229 nuclei familiari di cui il 28,8% aveva figli di età inferiore ai 18 anni, il 65,9% erano coppie sposate conviventi, il 7,0% aveva un capofamiglia femmina senza marito, e il 24,0% erano non-famiglie. Il 20,1% di tutti i nuclei familiari erano individuali e il 9,6% aveva componenti con un'età di 65 anni o più che vivevano da soli. Il numero di componenti medio di un nucleo familiare era di 2,53 e quello di una famiglia era di 2,91.
La popolazione era composta dal 24,7% di persone sotto i 18 anni, il 5,7% di persone dai 18 ai 24 anni, il 25,5% di persone dai 25 ai 44 anni, il 29,7% di persone dai 45 ai 64 anni, e il 14,5% di persone di 65 anni o più. L'età media era di 41 anni. Per ogni 100 femmine c'erano 91,4 maschi. Per ogni 100 femmine dai 18 anni in giù, c'erano 93,4 maschi.
Il reddito medio di un nucleo familiare era di 33.173 dollari, e quello di una famiglia era di 38.068 dollari. I maschi avevano un reddito medio di 32.500 dollari contro i 21.827 dollari delle femmine. Il reddito pro capite era di 14.701 dollari. Circa il 7,5% delle famiglie e il 10,3% della popolazione erano sotto la soglia di povertà, incluso il 15,3% di persone sotto i 18 anni e il 3,3% di persone di 65 anni o più.